# Musica Britannica
Musica Britannica ist eine nationale Reihe von Ausgaben historischer Musik aus Großbritannien. Sie wurde 1951 gegründet als eine „authoritative national collection of British music“.

## Inhaltsübersicht
| Band | Titel                                                                  | Ausgabe         | Herausgeber                                 | Verschiedenes |
| ---- | ---------------------------------------------------------------------- | --------------- | ------------------------------------------- | ------------- |
| 1    | Mulliner Book                                                          | 2. Edition 2011 | John Caldwell                               | web           |
| 2    | Matthew Locke und Christopher Gibbons: Cupid and Death                 | 1951; rev. 1965 | Edward J. Dent                              |               |
| 3    | Thomas Arne: The Masque of Comus                                       | 1951            | Julian Herbage                              |               |
| 4    | Mediaeval Carols                                                       | 1952; rev. 2018 | John Stevens                                |               |
| 5    | Thomas Tomkins: Keyboard Music                                         | 1955; rev. 2010 | Stephen Tuttle                              |               |
| 6    | John Dowland: Ayres for Four Voices                                    | 2. Edition 2000 | David Greer                                 |               |
| 7    | John Blow: Anthems I: Coronation and Verse Anthems                     | 1953; rev. 1969 | Anthony Lewis; H. Watkins Shaw              |               |
| 8    | John Dunstable: Complete Works                                         | 1953; rev. 1970 | Manfred Bukofzer                            |               |
| 9    | Jacobean Consort Music                                                 | 1955; rev. 1962 | William Coates; Thurston Dart               |               |
| 10   | The Eton Choirbook I                                                   | 1956; rev. 1967 | Frank Harrison                              |               |
| 11   | The Eton Choirbook II                                                  | 1958; rev. 2002 | Frank Harrison                              |               |
| 12   | The Eton Choirbook III                                                 | 1961; rev. 2010 | Frank Harrison                              |               |
| 13   | William Boyce: Overtures                                               | 1957            | Gerald Finzi                                |               |
| 14   | John Bull: Keyboard Music I                                            | 1960; rev. 2001 | John Steele, Francis Cameron; Alan Brown    |               |
| 15   | Music of Scotland, 1500–1700                                           | 1957; rev. 1975 | Kenneth Elliott                             |               |
| 16   | Stephen Storace: No Song, No Supper                                    | 1959            | Roger Fiske                                 | web           |
| 17   | John Field: Concertos for Piano and Orchestra, nos. 1–3                | 1961            | Frank Merrick                               |               |
| 18   | Music at the Court of Henry VIII                                       | 1962; rev. 1969 | John Stevens                                |               |
| 19   | John Bull: Keyboard Music II                                           | 1963; rev. 2016 | Alan Brown                                  |               |
| 20   | Orlando Gibbons: Keyboard Music                                        | 1962; rev. 2010 | Gerald Hendrie                              |               |
| 21   | William Lawes: Consort Music                                           | 1963; rev. 1971 | Murray Lefkowitz                            |               |
| 22   | Consort Songs                                                          | 1967; rev. 1974 | Philip Brett                                |               |
| 23   | Thomas Weelkes: Collected Anthems                                      | 1966; rev. 1975 | David Brown, Walter Collins, Peter Le Huray |               |
| 24   | Giles Farnaby: Keyboard Music                                          | 1965; 1974      | Richard Marlow                              |               |
| 25   | Richard Dering: Secular Vocal Music                                    | 1969            | Peter Platt                                 |               |
| 26   | John Jenkins: Consort Music in Four Parts                              | 1969; rev. 1975 | Andrew Ashbee                               |               |
| 27   | William Byrd: Keyboard Music I                                         | 1969; rev. 2013 | Alan Brown                                  |               |
| 28   | William Byrd: Keyboard Music II                                        | 1971; rev. 2004 | Alan Brown                                  |               |
| 29   | Peter Philips: Select Italian Madrigals                                | 1970            | John Steele                                 |               |
| 30   | Thomas Linley junior: A Shakespeare Ode                                | 1970            | Gwilym Beechey                              |               |
| 31   | Matthew Locke: Chamber Music I                                         | 1971            | Michael Tilmouth                            |               |
| 32   | Matthew Locke: Chamber Music II                                        | 1972            | Michael Tilmouth                            |               |
| 33   | English Songs, 1625–1660                                               | 1971; rev. 1977 | Ian Spink                                   |               |
| 34   | Pelham Humfrey: Complete Church Music I                                | 1972            | Peter Dennison                              |               |
| 35   | Pelham Humfrey: Complete Church Music II                               | 1972; rev. 1985 | Peter Dennison                              |               |
| 36   | Early Tudor Songs and Carols                                           | 1975            | John Stevens                                |               |
| 37   | Sterndale Bennett: Selected Piano and Chamber Music                    | 1972            | Geoffrey Bush                               |               |
| 38   | Matthew Locke: Anthems and Motets                                      | 1976            | Peter Le Huray                              |               |
| 39   | John Jenkins: Consort Music of Six Parts                               | 1977            | Donald Peart                                |               |
| 40   | Music for Mixed Consort                                                | 1977            | Warwick Edwards                             |               |
| 41   | Samuel Wesley: Confitebor tibi, Domine                                 | 1978            | John Marsh                                  |               |
| 42   | Thomas Arne: The Judgment of Paris                                     | 1978            | Ian Spink                                   |               |
| 43   | English Songs, 1800–1860                                               | 1979            | Geoffrey Bush, Nicholas Temperley           |               |
| 44   | Elizabethan Consort Music I                                            | 1979            | Paul Doe                                    |               |
| 45   | Elizabethan Consort Music II                                           | 1988            | Paul Doe                                    |               |
| 46   | John Coprario: Fantasia-Suites                                         | 1980            | Richard Charteris                           |               |
| 47   | Thomas Arne: Alfred                                                    | 1981            | Alexander Scott                             |               |
| 48   | Orlando Gibbons: Consort Music                                         | 1982            | John Harper                                 |               |
| 49   | Hubert Parry: Songs                                                    | 1982            | Geoffrey Bush                               |               |
| 50   | John Blow: Anthems II: Anthems with Orchestra                          | 1984            | Bruce Wood                                  |               |
| 51   | Matthew Locke: Dramatic Music                                          | 1986            | Michael Tilmouth                            |               |
| 52   | Charles Villiers Stanford: Songs                                       | 1986            | Geoffrey Bush                               |               |
| 53   | Collected English Lutenist Partsongs I                                 | 1987            | David Greer                                 |               |
| 54   | Collected English Lutenist Partsongs II                                | 1989            | David Greer                                 |               |
| 55   | Elizabethan Keyboard Music                                             | 1989            | Alan Brown                                  |               |
| 56   | Songs, 1860–1900                                                       | 1989            | Geoffrey Bush                               |               |
| 57   | Samuel Sebastian Wesley: Anthems I                                     | 1990            | Peter Horton                                |               |
| 58   | Maurice Greene: Ode on St Cecilia's Day and Anthem: Hearken unto me    | 1991            | H. Diack Johnstone                          |               |
| 59   | Thomas Tomkins: Consort Music                                          | 1991            | John Irving                                 |               |
| 60   | William Lawes: Fantasia-Suites                                         | 1991            | David Pinto                                 |               |
| 61   | Peter Philips: Cantiones Sacrae Octonis Vocibus                        | 1992            | John Steele                                 |               |
| 62   | Alfonso Ferrabosco der Jüngere: Four-Part Fantasias for Viols          | 1992            | Andrew Ashbee, Bruce Bellingham             |               |
| 63   | Samuel Sebastian Wesley: Anthems II                                    | 1993            | Peter Horton                                |               |
| 64   | John Blow: Anthems III: Anthems with Strings                           | 1993            | Bruce Wood                                  |               |
| 65   | Richard Mico: Consort Music                                            | 1994            | Andrew Hanley                               |               |
| 66   | Tudor Keyboard Music, c.1520–1580                                      | 1995            | John Caldwell                               |               |
| 67   | John Ward: Consort Music of Five and Six Parts                         | 1995            | Ian Payne                                   |               |
| 68   | William Boyce: Solomon: A Serenata                                     | 1996            | Ian Bartlett                                |               |
| 69   | John Blow: Complete Organ Music                                        | 1996            | Barry Cooper                                |               |
| 70   | John Jenkins: Consort Music of Three Parts                             | 1997            | Andrew Ashbee                               |               |
| 71   | John Field: Nocturnes and Related Pieces                               | 1997            | Robin Langley                               |               |
| 72   | William Shield: Rosina                                                 | 1998            | John Drummond                               |               |
| 73   | John Blow: Complete Harpsichord Music                                  | 1998            | Robert Klakowich                            |               |
| 74   | Thomas Watson: Italian Madrigals Englished                             | 1999            | Albert Chatterley                           |               |
| 75   | Peter Philips: Complete Keyboard Music                                 | 1999            | David J. Smith                              |               |
| 76   | John Eccles: Semele                                                    | 2000            | Richard Platt                               |               |
| 77   | Cipriani Potter: Symphony in G minor                                   | 2001            | Julian Rushton                              |               |
| 78   | John Jenkins: Fantasia-suites I                                        | 2001            | Andrew Ashbee                               |               |
| 79   | John Blow: Anthems IV: Anthems with Instruments                        | 2002            | Bruce Wood                                  |               |
| 80   | Hubert Parry: Sonatas for Violin and Pianoforte                        | 2003            | Jeremy Dibble                               |               |
| 81   | Alfonso Ferrabosco der Jüngere: 5- und 6-stimmige Consortmusik         | 2004            | Christopher Field, David Pinto              |               |
| 82   | Maurice Greene: Phoebe                                                 | 2004            | H. Diack Johnstone                          |               |
| 83   | John Ward: Consort Music of Four Parts                                 | 2005            | Ian Payne                                   |               |
| 84   | Thomas Roseingrave: Complete Keyboard Music                            | 2006            | H. Diack Johnstone, Richard Platt           |               |
| 85   | Eighteenth-Century Psalmody                                            | 2007            | Nicholas Temperley, Sally Drage             |               |
| 86   | Stephen Storace: Gli equivoci                                          | 2007            | Richard Platt                               |               |
| 87   | Richard Dering: Motets for one, two or three voices and basso continuo | 2008            | Jonathan P. Wainwright                      |               |
| 88   | William Croft: Complete Chamber Music                                  | 2009            | H. Diack Johnstone                          |               |
| 89   | Samuel Sebastian Wesley: Anthems III                                   | 2009            | Peter Horton                                |               |
| 90   | John Jenkins: Fantasia-suites II                                       | 2010            | Andrew Ashbee                               |               |
| 91   | William Croft: Canticles and anthems with orchestra                    | 2011            | Donald Burrows                              |               |
| 92   | George Butterworth: Orchestral works                                   | 2012            | Peter Ward Jones                            |               |
| 93   | Thomas Ravenscroft: Rounds, canons and songs from printed sources      | 2012            | John Morehen, David Mateer                  |               |
| 94   | English Keyboard Concertos, 1740–1815                                  | 2013            | Peter Lynan                                 |               |
| 95   | Songs in British Sources, c.1150–1300                                  | 2013            | Helen Deeming                               |               |
| 96   | English Keyboard Music, c.1600–1625                                    | 2014            | Alan Brown                                  |               |
| 97   | Secular Polyphony, 1380–1480                                           | 2014            | David Fallows                               |               |
| 98   | Richard Dering: Motets and Anthems                                     | 2015            | Jonathan P. Wainwright                      |               |
| 99   | Savoy Curtain-Raisers                                                  | 2015            | Christopher O'Brien                         |               |
| 100  | Thomas Arne: Judith                                                    | 2016            | Simon McVeigh and Peter Lynan               |               |
| 101  | Peter Philips and Richard Dering: Consort Music                        | 2016            | David Smith                                 |               |
| 102  | Keyboard Music from Fitzwilliam Manuscripts                            | 2017            | Christopher Hogwood, Alan Brown             |               |
| 103  | Restoration Music for Three Violins, Bass Viol and Continuo            | 2018            | Peter Holman, John Cunningham               |               |
| 104  | John Jenkins: Fantasia-Suites III                                      | 2019            | Andrew Ashbee                               |               |
| 105  | George Jeffreys: English Sacred Music                                  | 2021            | Jonathan P. Wainwright                      |               |
| 106  | Maurice Greene: Complete Harpsichord Music                             | 2022            | H. Diack Johnstone                          |               |
| 107  | Benjamin Cosyn: Complete Keyboard Music                                | 2022            | Orhan Memed                                 |               |